# الپاردا (شهرستان قره‌سو)
الپاردا (به لاتین: Alpordo) یک منطقهٔ مسکونی در قرقیزستان است که در شهرستان قره‌سو (قرقیزستان) واقع شده‌است. الپاردا ۱٬۰۹۰ نفر جمعیت دارد.